# Nomascus nasutus
Nomascus nasutus is een soort gibbon die voorkomt in de tropische regenwouden in het noorden van Vietnam en aangrenzende gebieden in China. Nomascus nasutus wordt in zijn voortbestaan ernstig bedreigd door aantasting van het leefgebied en doordat er nog zo weinig van over zijn, dat zijn er volgens de laatste telling nog ongeveer 135 exemplaren in het wild.

## Beschrijving
Nomascus nasutus lijkt sterk op de Hainangibbon; op grond van DNA-onderzoek en nauwkeurige analyse van het geluid is geconcludeerd dat het hier om twee soorten gaat.
De mannetjes zijn overwegend zwart met een donkerbruine borst, de vrouwtjes zijn grijsbruin met donkere partijen in de vacht op de borst en boven op de kop. Het zijn typische gibbons, dus mensapen (zonder staart) met lange armen, tenger formaat en een gewicht van 7 tot 8 kg.

## Leefgebied
Rond de jaren 1980 leek het of deze soort gibbon was uitgestorven, maar in 2002 werd een groep van 26 of 28 individuen aangetroffen in de bossen van Phong Nam-Ngoc Khe in Vietnam. In september 2007 werden daar 37 individuen waargenomen en in 2008 werden observaties gepubliceerd over 19 exemplaren in drie groepen een gebied in China (regio Jingxi). In 2008 werd de totale populatie geschat op 118 dieren, verdeeld over 18 verschillende groepen. Deze gibbons leven hier in lastig toegankelijke tropische hellingbossen in een gebied met karstverschijnselen.

## Bedreigingen
Alleen al door de geringe omvang van de overgebleven populatie, wordt de soort bedreigd in zijn bestaan. Daarnaast treedt nog steeds vernietiging van het leefgebied op door de omzetting van bos naar landbouw- en veeteeltgebied en de winning van brandhout.
De IUCN schat de achteruitgang in aantal op met dan 80% in 45 jaar (>3,5% per jaar). Daarom staat de Hainangibbon als ernstig bedreigd (kritiek) op de rode lijst en behoort deze aap, samen met de Hainangibbon tot de meest bedreigde diersoorten onder de mensapen.